# Danilo Soddimo
Danilo Soddimo (Roma, Italia, 27 de septiembre de 1987) es un futbolista italiano. Juega de mediocampista y su actual equipo es el Pisa de la Serie B de Italia.

## Selección nacional
Ha sido internacional con la selección de fútbol de Italia en categoría sub-18 y sub-19 y sub-21.

## Clubes
| Club           | País   | Año         |
| -------------- | ------ | ----------- |
| Sampdoria      | Italia | 2004 - 2007 |
| Sambenedettese | Italia | 2007 - 2008 |
| Ancona         | Italia | 2008 - 2009 |
| Salernitana    | Italia | 2009 - 2010 |
| Pescara        | Italia | 2010 - 2012 |
| Grosseto       | Italia | 2013        |
| Frosinone      | Italia | 2013 - 2019 |
| Cremonese      | Italia | 2019 - 2020 |
| Pisa           | Italia | 2020 -      |

## Palmarés

### Campeonatos nacionales
| Título  | Club    | País   | Año     |
| ------- | ------- | ------ | ------- |
| Serie B | Pescara | Italia | 2011-12 |